# Flora Danica

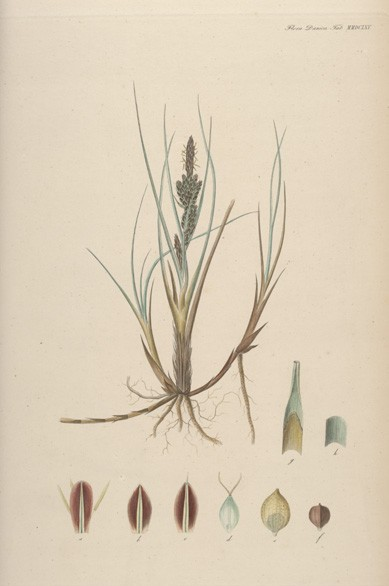
Carex trinervis Degl., planche 2665 de Flora Danica, 45 (1861).

Flora Danica (du latin: Flore du Danemark) est un atlas botanique encyclopédique édité entre 1761 et 1883 au Danemark. Il contient des planches in folio de toutes les plantes endémiques du Danemark. Cette encyclopédie a vu le jour à l'initiative du professeur Georg Christian Oeder (1728-1791) directeur du jardin botanique de Copenhague. Elle comprend cinquante-et-un volumes et trois suppléments illustrés de 3 240 planches sur cuivre et décrit les plantes, mais aussi les lichens, les bryophytes et les champignons des territoires en possession de la couronne du Danemark, dont le Danemark, la province de Norvège avec ses dépendances d'Islande, des îles Féroé et du Groenland, ainsi que les duchés du Schleswig-Holstein, Oldenbourg-Delmenhorst. Cependant des changements interviennent lorsque la double couronne est abolie en 1814 ayant pour conséquence l'institution du nouveau royaume de Norvège. Dès lors peu de nouvelles plantes de Norvège y sont présentées. Il en est de même après la Guerre des Duchés de 1864, lorsque le Schleswig-Holstein est cédé. Au milieu du XIXe siècle, la Société des naturalistes scandinaves de Copenhague propose d'y intégrer toutes les plantes de Scandinavie, alors que l'époque était à la mode du scandinavisme. C'est ainsi que trois suppléments sont ajoutés, comprenant les nouvelles plantes de Norvège et la flore endémique de Suède, beaucoup plus importante en quantité.

## Directeurs de publication et rédacteurs
- Georg Christian Oeder: 1761-1771, volumes 1 à 10
- Otto Friedrich Müller: 1775-1782, volumes 11 à 15
- Martin Vahl: 1787-1799, volumes 16 à 21
- Jens Wilken Hornemann: 1806-1840, volumes 22 à 39
- Salomon Drejer, Joakim Frederik Schouw et Jens Vahl: 1843, volume 40
- Frederik Michael Liebmann: 1845-1853, volumes 41 à 43 et supplément 1
- Japetus Steenstrup et Johan Lange: 1858, volume 44
- Johan Lange: 1861-1883, volumes 45 à 51 et suppléments 2 et 3

## Service de porcelaine
Le prince héritier Frédéric commande en 1790 un service de porcelaine reprenant les copies exactes des planches de Flora Danica ayant l'intention de l'offrir à Catherine la Grande. Mais l'impératrice de Russie meurt en 1796, avant que le service ne soit terminé. On peut admirer aujourd'hui ce service au château de Rosenborg. Il est encore utilisé pour les dîners officiels du palais de Christiansborg. 
Des copies sont vendues par la Manufacture royale de porcelaine.